# Маленькая Гавана
Ма́ленькая Гава́на (англ. Little Havana, исп. La Pequeña Habana) — городской район в Майами, штат Флорида, США. Населён в подавляющем большинстве кубинскими иммигрантами. Назван в честь столицы Кубы — Гаваны.

## История
Границами Маленькой Гаваны являются река Майами-ривер на севере, 11-я стрит на юге, 22-я авеню на западе и автотрасса Интерстейт-95 на востоке, где соседствует с районом Даунтаун.
Своё название получила в 1960-е годы, когда количество проживающих кубинцев во Флориде резко возросло. Маленькая Гавана всемирно известна своими культурными традициями. Так, карнавал Майами, Парад Трёх Королей и Фестиваль Культуры транслируются ежегодно телевидением далеко за пределы США. Среди городских достопримечательностей следует упомянуть парк Хосе Марти, театр Тауэр, парк Домино, бульвар Памяти Кубы, католический собор Сан-Хуан-Боско, сигарную фабрику Падилья, ресторан Версаль (кубинская кухня) и пр. Здесь также находится Испанский культурный центр по сотрудничеству со странами Ибероамерики. Маленькая Гавана известна как наиболее значительное поселение кубинцев-эмигрантов во всём мире.

## Демография
Район Маленькая Гавана состоит из собственно части с этим названием, и другой, с наименованием Уэст-Флаглер, ранее называвшимся западная Маленькая Гавана. В 2000 году в обеих частях проживали 90 218 человек, из них в собственно Маленькой Гаване 49 206, в 11 266 семьях. более 90 % из них составляли испаноязычные американцы, в первую очередь кубинцы (но также много колумбийцев, доминиканцев), а также бразильцы. 3,78 % жителей были тёмнокожими не латиноамериканского происхождения, и 5,14 % — не испаноязычные белые американцы. В части Уэст-Флаглер проживали 41 012 человек, 10 490 семей. Из них более 90 % были испаноязычные американцы, 1,15 % — негры и 7,61 % — белые американцы.